# Monticello (Arkansas)
Monticello is een plaats (city) in de Amerikaanse staat Arkansas, en valt bestuurlijk gezien onder Drew County.

## Demografie
Bij de volkstelling in 2000 werd het aantal inwoners vastgesteld op 9146.
In 2006 is het aantal inwoners door het United States Census Bureau geschat op 9128, een daling van 18 (-0,2%).

## Geografie
Volgens het United States Census Bureau beslaat de plaats een oppervlakte van
27,8 km², geheel bestaande uit land.

## Plaatsen in de nabije omgeving
De onderstaande figuur toont nabijgelegen plaatsen in een straal van 40 km rond Monticello.